# شش همسر باربابلو
شش همسر باربابلو (ایتالیایی: Le sei mogli di Barbablù) فیلمی در ژانر کمدی به کارگردانی کارلو لودوویکو براگالیا است که در سال ۱۹۵۰ منتشر شد. از بازیگران آن می‌توان به توتو، ایزا بارزیتزا، کارلو نینچی، سوفیا لورن، آرتورو براگالیا و لوئیجی پاوزه اشاره کرد.